# Fagyöngy
A fagyöngy (Viscum) a szantálfavirágúak (Santalales) rendjébe és a szantálfafélék (Santalaceae) családjába tartozó nemzetség. Fás szárú, félparazita életmódú növények tartoznak ide. Legismertebb képviselőjük a fehér fagyöngy (Viscum album).
Korábbi rendszertanok a fagyöngyfélék (Viscaceae) családjába sorolták, de az újabb APG-rendszerek a család nemzetségeit a szantálfafélék családjába vonta össze.

## Fajok
A lista nem teljes.
- fehér fagyöngy (Viscum album)
- Viscum articulatum
- Viscum bancroftii
- Viscum capense
- Viscum coloratum
- Viscum cruciatum
- Viscum diospyrosicola
- Viscum fargesii
- Viscum liquidambaricola
- Viscum loranthi
- Viscum minimum
- Viscum monoicum
- Viscum multinerve
- Viscum nudum
- Viscum orientale
- Viscum ovalifolium
- Viscum triflorum
- Viscum whitei
- Viscum yunnanense